# Roman du châtelain de Coucy et de la dame de Fayel

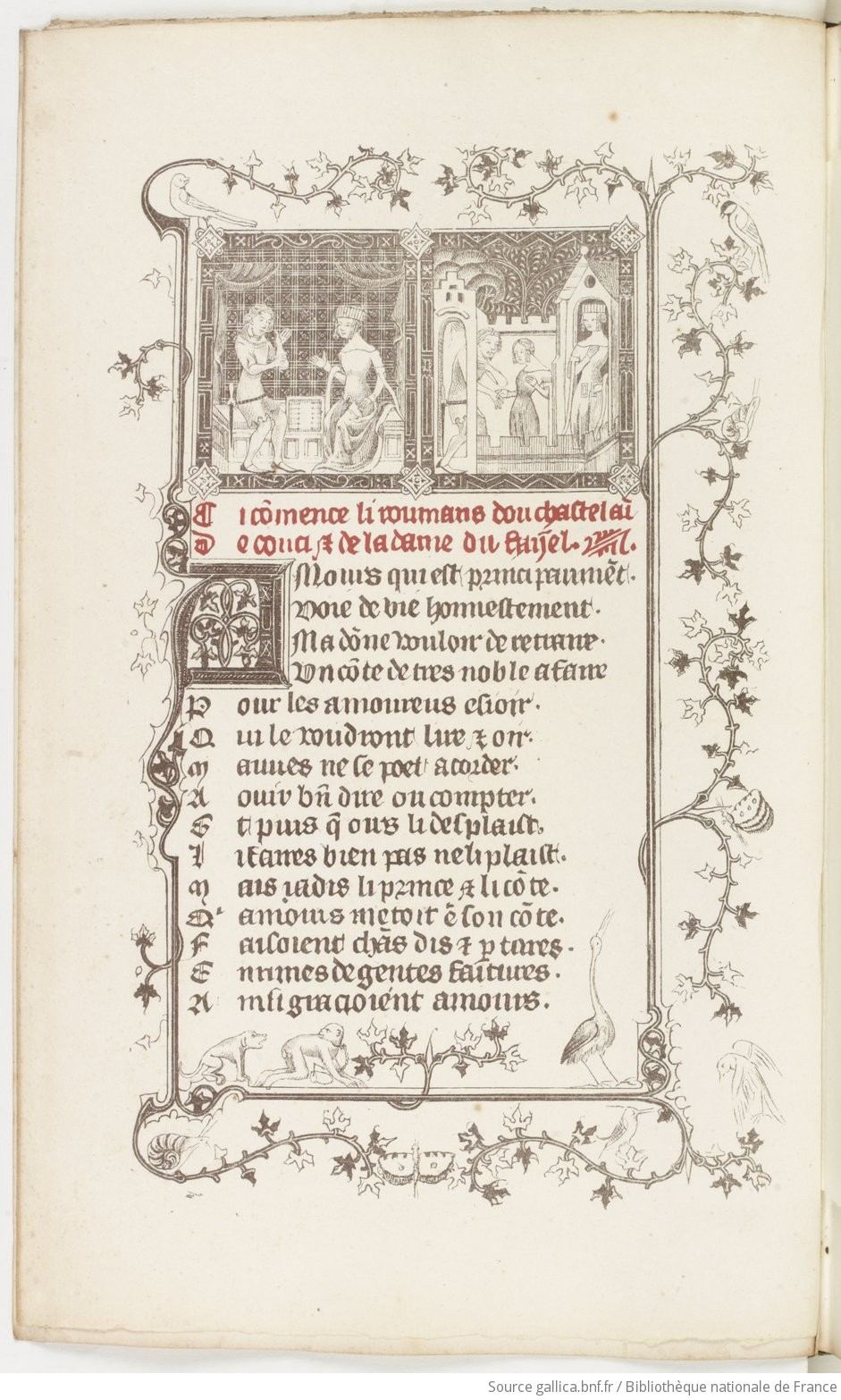
Li roumans dou Chastelain de Couci et de la Dame de Fayel
manuscrit BnF fr. 15098

Le Roman du châtelain de Coucy et de la dame du Fayel est un roman médiéval français de 8 265 vers, octosyllabes à rimes plates en majorité, écrit en picard à la fin du XIIIe siècle ou au tout début du XIVe (certainement après 1285) par un poète qui cache son nom sous un engin dans la conclusion de son poème. On le connaît maintenant sous le nom de Jakemon Sakesep ou Jakemés.
Il reprend le motif du « cœur mangé », largement diffusé en Europe au Moyen Âge. L'inclusion de morceaux lyriques s'inspire d'une œuvre antérieure, Le Roman de la Rose ou de Guillaume de Dole de Jean Renart.

## Contenu
À la fin du XIIIe siècle, le romancier Jakèmes métamorphose le trouvère historique qu’est le Châtelain de Coucy et sa dame en un couple d’amants mythiques, dont l’histoire tragique, très vite rapprochée de celle de la châtelaine de Vergy et de son amant, aura une belle postérité jusqu’au XIXe siècle, puisqu'elle devient une tragédie Gabrielle de Vergy au XVIIIe siècle et que Donizetti en tire un opéra Gabriella di Vergy.
Il s'agit du premier roman biographique en langue d’oïl qui soit consacré à un poète et à une mise en recueil de ses chansons. Il s’approprie la légende cruelle mais fascinante du cœur mangé, qui nourrissait déjà la mémoire d’un troubadour, Guilhèm de Cabestanh assassiné en 1212,  et qui a joui d’une large diffusion, notamment dans les littératures italienne (39e nouvelle du Décaméron de Boccace) et allemande (Herzmäre de Konrad von Würzburg).